# Andrena brumanensis
Andrena brumanensis là một loài Hymenoptera trong họ Andrenidae. Loài này được Friese mô tả khoa học năm 1899.